# Aktor (syn Dejona)
Aktor (gr. Ἄκτωρ Aktōr, łac. Actor) – w mitologii greckiej mąż Ajginy oraz ojciec Menojtiosa. Uczestniczył w wyprawie Argonautów.